# タマ (ハヤテのごとく!)
タマは、畑健二郎の漫画作品およびそれを原作とするアニメ『ハヤテのごとく!』に登場する架空のトラ。アニメでの声優は小杉十郎太。
なお、当該作中登場人物の一人である西沢歩については、作中では主に「西沢さん」の呼称が用いられるが、本項では以下「歩」と表記する。

## プロフィール
- 生年月日：不明
- 体長：不明
- 体重：300kg

## 概要
ナギに飼われている大型のホワイトタイガー。ナギからはネコだと思われている。学名『ホワイトタイガー猫』（クラウス談）。
トラではあるが、やることなすことがトラ離れしている。言葉を喋り、平然と二足で歩行し、パソコンや携帯電話も普通に使いこなし、性悪な毒舌ぶりを披露している。アニメ第1期第21話では、何の道具も使わずにナギそっくりな声マネを見せており、動物の言葉も理解出来る為、文のペットであるアルマゲドンの通訳をハヤテから頼まれた事もある。「少女の夢を壊したくない」という理由で、こういった特殊な生態は基本的にはハヤテの前でのみ見せているが、第3巻ではワタルが一緒にいたにもかかわらず堂々と言葉を発したり、第34巻ではリィン・レジオスターが見えている上に彼と普通に会話していた。
初期はリアルに描かれていたが、徐々に、ほとんどデフォルメされて描かれる。マスコットキャラを自称しているが、ハヤテにゆるキャラ発言をされている。自称大人で、作者はクラウス共々「おっさんコンビ」と称している。
家族構成（力関係）は「マリア>越えられない壁>ナギ>自分>ハヤテ>クラウス」と思っている。また、自分からナギを奪ったシラヌイに殺意を抱いていたが、迷子になったときにシラヌイに助けられて以降、シラヌイを頭の上に載せて登場することもあり、むしろ仲良しな風もある。ナギの先代執事･姫神が苦手だった。ハヤテのことは基本的には良く思っておらず、よく「借金執事」と呼ぶが、決して仲は悪くなく、要所ではちゃんと「ハヤテ」と呼ぶ。現在では悪友のような関係になりつつあり、彼からの頼みを引き受けたり、いいコンビネーションを見せることもある。本作では珍しい、ハヤテが基本的に敬語を使わず会話するキャラクター。
宅建2級（実際の宅建に級はない）・ボイラー技師の資格保持（実在する資格名はボイラー技士である）を自称するものの、三千院家のボイラー室の修理に失敗し、完膚なきまでに破壊したことがある。これは自分の肉球が大きく、細かいボタンが押しづらいためである。
2ちゃんねるらしき掲示板をよく使うようで、数々の名スレを生み出してきたと自称し、スレッドのランク上位キープのためのテクニックまで知っている。迷子になったときには、携帯からスレッドをたてて助けを求めたこともあった。
クラウスによると、姫神以来数々の執事候補を破り続けて来たとのこと。ハヤテには初戦に圧倒した以外では負け続きだが、頭部だけで自身より数倍も大きい大蛇を倒すなど戦闘能力は相当高い。しかし屋敷暮らしが長い故に運動不足でスタミナに難がある。
女装したハヤテを見て興奮するなどかなりの女好きで、屋敷に侵入した歩を「本能に従い」舐め回そうとした。また、ナギがハヤテの執事実習修行中の西沢家へ行った際、歩がハヤテにおやすみのキスをねだった所へ割り込んでキスをし、そのショックで歩を気絶させている。だがナギが1人で2度目の留守番をしていた時に、ホモセクシャル系の雑誌を愛読している事が発覚（ただし、ハヤテの部屋に隠していたため、それを発見したナギはハヤテが読んでいると勘違いしている）。 
熱い風呂を好む江戸っ子を自称していて、日頃から全裸であるのに関わらず、入浴の際は腰にタオルを巻いている。タオルはとらうま商店街の物である。 
『ハヤテ名作劇場』（店頭ポスター第一弾）ではパトラッシュとして紹介されている。
アニメ第1期では中盤以降からはクラウスとセットで登場することが多くなり、最終話でも彼と屋敷で留守番をしていた。

## 経歴
紫子が亡くなって程ない頃、ナギが5歳のときに、母を失った悲しさからアフリカへ行っていた彼女に拾われた。そのときはまだ小さな子どもで、他の猛獣に襲われる寸前だった。
その後、贅沢な環境（松阪牛、大トロ、週3回のマッサージ等々）と愛情に囲まれて育ったほか、大量のアニメを観たりゲームをプレイしたりして育ち、ついには人語を解して発するようになった。ただし、第1巻のおまけページと第3巻カバー裏漫画の1コマではナギと会話をしている。こうした経緯から、ナギに拾われたことには感謝していて、命をかけてナギを守ると誓ったこともあり、ナギの無茶な要求や期待にも必死で応えようとする。ナギが三千院家の相続権を失った後も、不自由な暮らしになることや移動するだけで大きな危険があることを承知の上でムラサキノヤカタまで引っ越した。
なお、現実にはアフリカ大陸にトラは生息していないが、作者は読者から指摘されるまでそのことを知らなかったという。単行本収録時に修正しようかとも考えたそうだが、後のエピソードで「アフリカにトラは居ない筈なのでナギはトラだと思わなかった」という設定に変更されている。
27巻以降はムラサキノヤカタに移住後、103号室に隠れながら生活を送っている。つけていればネコと思われるという鷺ノ宮家の鈴をつけて行動している。